# Catedrala Sfântul Mihail din Qingdao
Catedrala Sfântul Mihail din Qingdao este o biserică romano-catolică din China.

## Istoric
Lăcașul de cult a fost ridicat prin efortul misionarului bavarez Georg Weig.